# カトリーヌ・ド・ロレーヌ (1407-1439)
カトリーヌ・ド・ロレーヌ（フランス語：Catherine de Lorraine, 1407年 - 1439年3月1日）は、バーデン辺境伯ヤーコプ1世の妃。

## 生涯
カトリーヌはロレーヌ公シャルル2世とマルガレーテ・フォン・デア・プファルツの末娘で、ロレーヌ女公イザベルの妹である。
1422年7月25日にバーデン辺境伯ヤーコプ1世と結婚した。
カトリーヌの墓石は装飾のない赤い砂岩でつくられており、バーデン＝バーデンに参事会教会に安置されている。

## 子女
- カール1世（1427年 - 1475年） - バーデン辺境伯
- ベルンハルト3世（1428年 - 1458年） - カトリック教会の福者
- ヨハン（1430年 - 1503年） - トリーア大司教
- マルガレーテ（1431年 - 1457年） - ブランデンブルク選帝侯アルブレヒト・アヒレス
- ゲオルク（1433年 - 1484年） - メッツ司教
- マルクス（1434年 - 1478年） - 聖職者
- マティルデ（1485年没） - トリーアの修道女